# Amphoe Kaeng Krachan
Amphoe Kaeng Krachan (Thai: อำเภอแก่งกระจาน) ist ein Landkreis (Amphoe – Verwaltungs-Distrikt) der Provinz Phetchaburi. Die Provinz Phetchaburi liegt im südwestlichen Teil der Zentralregion von Thailand.

## Geographie
Benachbarte Distrikte (von Norden im Uhrzeigersinn): die Amphoe Nong Ya Plong, Ban Lat und Tha Yang in der Provinz Phetchaburi, Amphoe  Hua Hin der Provinz Prachuap Khiri Khan. Im Westen liegt die Tanintharyi-Division von Myanmar.
Den größten Teil des Landkreises wird von den bewaldeten Hügeln des Nationalparks Kaeng Krachan eingenommen. Die Quellen des Phetchaburi-Flusses wie auch des Pranburi Flusses liegen in diesem Gebiet. 
Der Landkreis Kaeng Krachan ist einer der Landkreise Thailands mit der geringsten Bevölkerung.

## Geschichte
Kaeng Krachan wurde am 1. Januar 1988 zunächst als „Zweigkreis“ (King Amphoe) eingerichtet, indem das Gebiet vom Amphoe Tha Yang abgetrennt wurde. Am 3. November 1993 wurde er in den vollen Amphoe-Status erhoben.

## Sehenswürdigkeiten

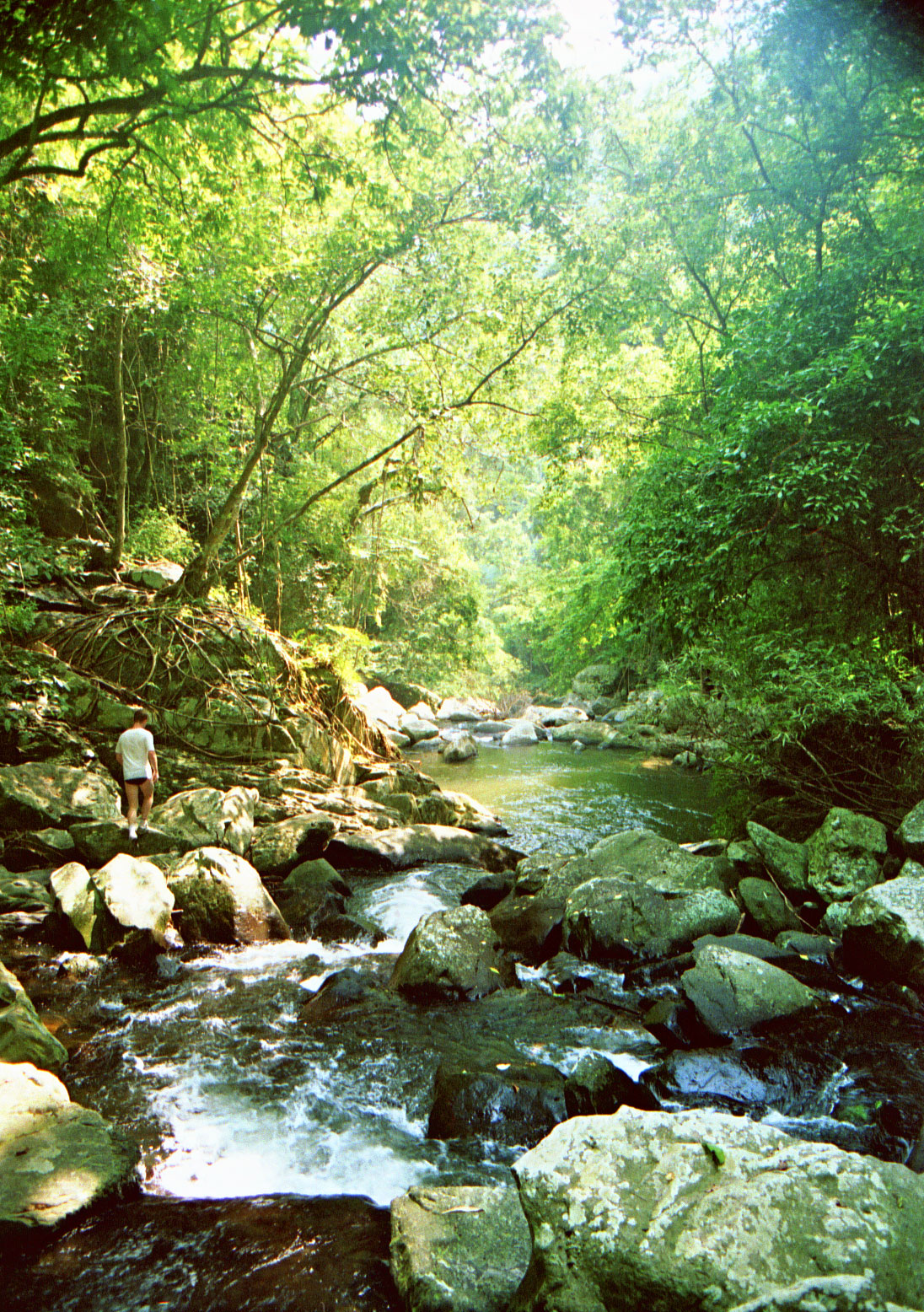
Im Kaeng-Krachan-Nationalpark

- Nationalpark Kaeng Krachan (Thai: อุทยานแห่งชาติ แก่งกระจาน) – der 28. Nationalpark Thailands wurde am 12. Juni 1981 eröffnet. Er ist mit 2914,7 km² der flächenmäßig größte Park. Sehenswert sind zahlreiche Schmetterlings- und Vogelarten sowie einige Wasserfälle.

## Verwaltung

### Provinzverwaltung
Der Landkreis Kaeng Krachan ist in sechs Tambon („Unterbezirke“ oder „Gemeinden“) eingeteilt, die sich weiter in 52 Muban („Dörfer“) unterteilen.
| Nr. | Name             | Thai       | Muban | Einw. |
| --- | ---------------- | ---------- | ----- | ----- |
| 01. | Kaeng Krachan    | แก่งกระจาน  | 14    | 8.044 |
| 02. | Song Phi Nong    | สองพี่น้อง    | 08    | 4.844 |
| 03. | Wang Chan        | วังจันทร์     | 08    | 5.064 |
| 04. | Pa Deng          | ป่าเด็ง      | 10    | 5.463 |
| 05. | Phu Sawan        | พุสวรรค์     | 06    | 3.358 |
| 06. | Huai Mae Phriang | ห้วยแม่เพรียง | 06    | 3.489 |

### Lokalverwaltung
Im Landkreis gibt es sechs „Tambon-Verwaltungsorganisationen“ (องค์การบริหารส่วนตำบล – Tambon Administrative Organizations, TAO)
- Kaeng Krachan (Thai: องค์การบริหารส่วนตำบลแก่งกระจาน) bestehend aus dem kompletten Tambon Kaeng Krachan.
- Song Phi Nong (Thai: องค์การบริหารส่วนตำบลสองพี่น้อง) bestehend aus dem kompletten Tambon Song Phi Nong.
- Wang Chan (Thai: องค์การบริหารส่วนตำบลวังจันทร์) bestehend aus dem kompletten Tambon Wang Chan.
- Pa Deng (Thai: องค์การบริหารส่วนตำบลป่าเด็ง) bestehend aus dem kompletten Tambon Pa Deng.
- Phu Sawan (Thai: องค์การบริหารส่วนตำบลพุสวรรค์) bestehend aus dem kompletten Tambon Phu Sawan.
- Huai Mae Phriang (Thai: องค์การบริหารส่วนตำบลห้วยแม่เพรียง) bestehend aus dem kompletten Tambon Huai Mae Phriang.